# ムナジロテン

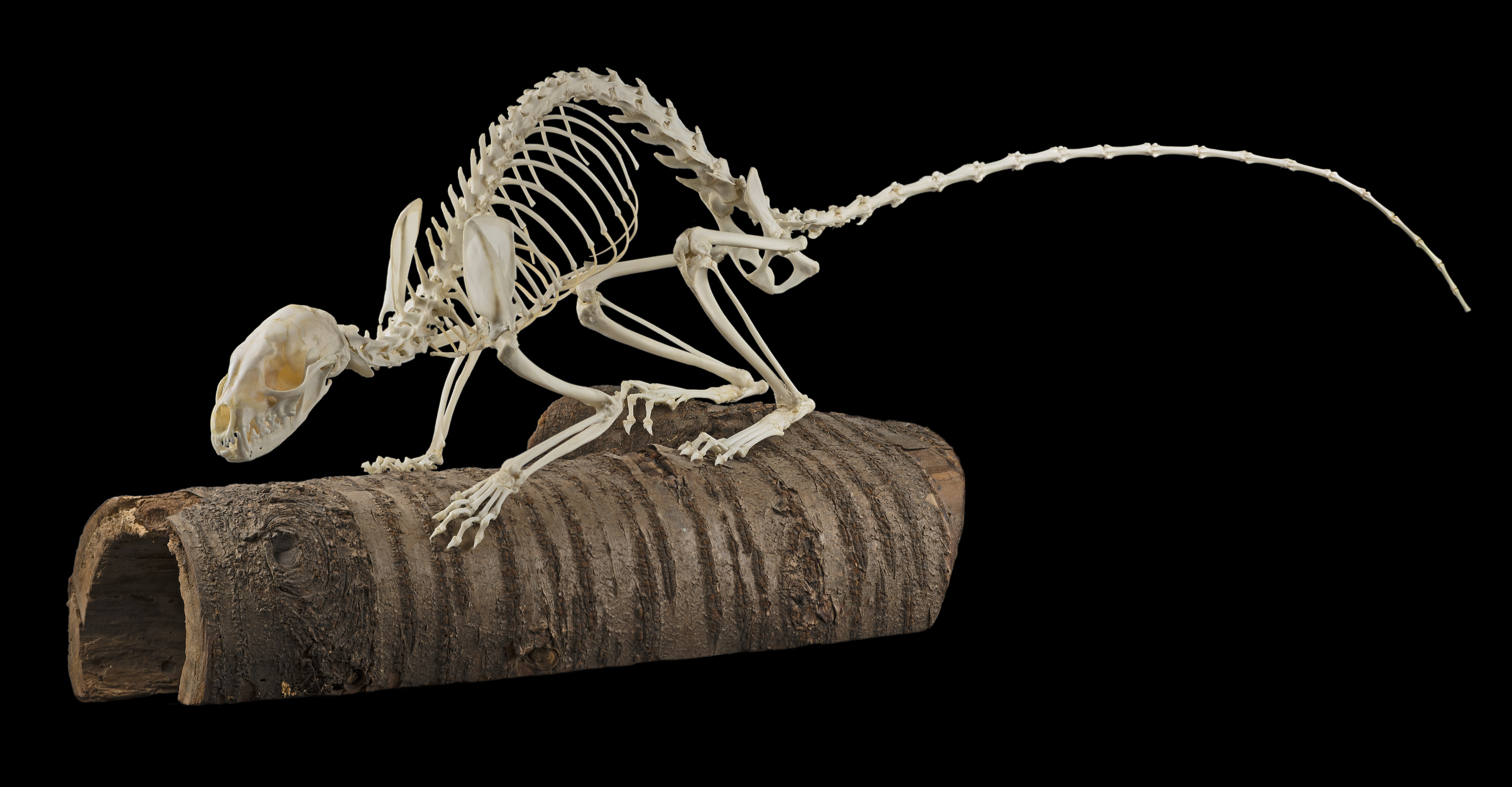
骨格

ムナジロテン(胸白貂、イシテン、Martes foina)は、中央ヨーロッパで最も一般的なテンである。

## 形態
ムナジロテンは長細い胴体で脚は短く、長くてふさふさの尾を持つ。体長40cmから50cm、体重2kgにまで成長する。毛皮は茶色で喉のところに白色のフォーク型の模様があり、同じ部分にクリーム色でより丸い形の模様を持つヨーロッパマツテンから見分ける目印となっている。

## 生態
ムナジロテンはしばしば都会の屋根裏等にも住むが、田舎でも見つかる。生息域はヨーロッパ全体から西アジア、中央アジアに及ぶ。昼間に寝て、黄昏時に獲物を捕る夜行性である。雑食性であり、小さな哺乳類、ミミズ、小型から中型の鳥、卵、果物等を食べる。一方、イヌワシ等の猛禽類やオオカミ、オオヤマネコ等の大型哺乳類に捕食される。
繁殖期は6月から8月までで、遅延着床によって妊娠期間は長くなり、3月から4月に子供が生まれる。通常は2匹から4匹の子供が生まれる。

## その他
捨てられたペットのムナジロテンにより、アメリカ合衆国のウィスコンシン州には繁殖コロニーが作られた。